# Chiesa di San Cesario (San Cesario sul Panaro)
La chiesa di San Cesario, o basilica di San Cesario, è la parrocchiale di San Cesario sul Panaro, in provincia di Modena e arcidiocesi di Modena-Nonantola; fa parte del vicariato della Pedemontana Est.

## Storia
Sembrerebbe che la primitiva chiesa del paese fosse stata edificata nel V secolo e poi modifica del portico tra i secoli VII e VIII.
Si sa che all'inizio del IX secolo la zona di Vilzacara (antico nome di San Cesario sul Panaro) fu donata all'abbazia di San Silvestro di Nonantola. Probabilmente nel X secolo la chiesa venne riedificata. Nel 1112 Matilde di Canossa, alla quale apparteneva il borgo, fece cessare l'influenza dell'abbazia nonantolana e vi introdusse i canonici regolari; nel 1135 Papa Innocenzo III affidò la cura d'anime ai monaci dell'abbazia di San Benedetto in Polirone. Sempre nel XII secolo la chiesa venne ricostruita e, nel 1367, il giurispatronato fu affidato alla famiglia dei Boschetti.
Nel 1438 la chiesa venne quasi completamente distrutta da un incendio e dovette, dunque, subire un complesso intervento di restauro. Nel 1544 fu eretto il campanile con i fondi donati dalla nobildonna Susanna Pico della Mirandola, figlia di Galeotto I Pico della Mirandola e vedova di Roberto Boschetti, e nel 1639 venne donata alla chiesa una reliquia che consiste nella mandibola di san Cesario di Terracina. Nel 1666 la parrocchiale fu restaurata e trasformata in stile barocco e nel 1772 la chiesa venne modificata; nel 1777 pure la sacrestia subì una ristrutturazione. Nel 1833 il campanile venne dotato di quattro nuove campane, che si aggiunsero alle due già esistenti. Il 23 gennaio 1903 cessò il secolare giurispatronato della famiglia Boschetti. Il 6 giugno del 1944 iniziarono grazie all'interessamento dell'allora parroco i lavori per riportare la chiesa all'originale stile romanico; questo restauro, bloccato e ripreso più volte, terminò soltanto verso la metà degli anni sessanta. Nel 2009 venne ristrutturato il tetto.

## Interno

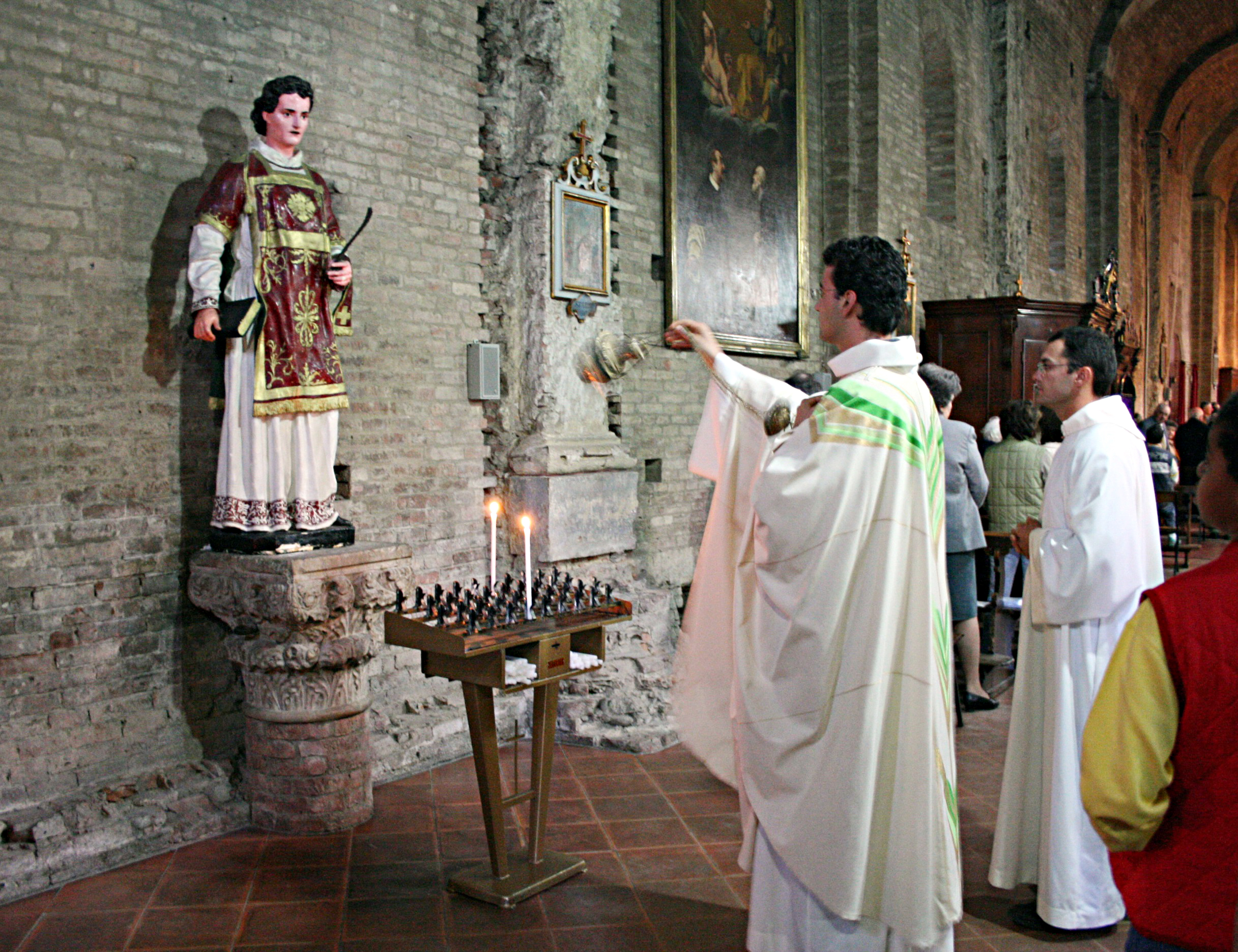
Statua di San Cesario diacono e martire, basilica di San Cesario sul Panaro (Modena)

L'interno della chiesa è di stile basilicale, suddivisa in tre navate scandite da colonne romane sormontate da capitelli preromanici.
Opere di pregio conservate nella basilica sono una statua con la Natività di Gesù con Giuseppe e la Beata Vergine Maria e il monumento funebre dedicato a Gian Galeazzo Boschetti, scolpito nella prima metà del XVI secolo da Antonio Begarelli e riscoperto nel 1827 da don Severino Fabriani.
Nella navata destra della basilica si conserva un frammento di stipite di portale in marmo, databile intorno al 1130 (probabilmente faceva parte del portale in marmo della chiesa); un bassorilievo in terracotta raffigurante la Madonna col Bambino, attribuita alla scuola dello scultore Antonio Rossellino; un paliotto d'altare in gesso dipinto in finto marmo, risalente al XVIII secolo (al centro troviamo raffigurato, in bassorilievo, il velo della Veronica con il volto di Cristo, circondato dagli strumenti della Passione); sopra al paliotto vi è un affresco di autore ignoto, risalente al XVI secolo, che riproduce Gesù nell’orto degli ulivi; una tomba alla cappuccina (risalente al IV-V secolo), posta sotto l’altare del tabernacolo.
Nella navata sinistra troviamo l'altare dedicato al patrono, San Cesario diacono e martire (di tale altare di notevole interesse è il paliotto di marmo cipollino del V-VI secolo, ritrovato in corrispondenza dell’altare centrale durante gli scavi interni alla chiesa); il dipinto di San Giuseppe in gloria, opera di Giacomo Cavedoni; alla fine della navata è possibile ammirare un capitello di marmo risalente al XV secolo su cui è stata posizionata la statua in terracotta di San Cesario, datata 1878.